# مارسيل هيلر

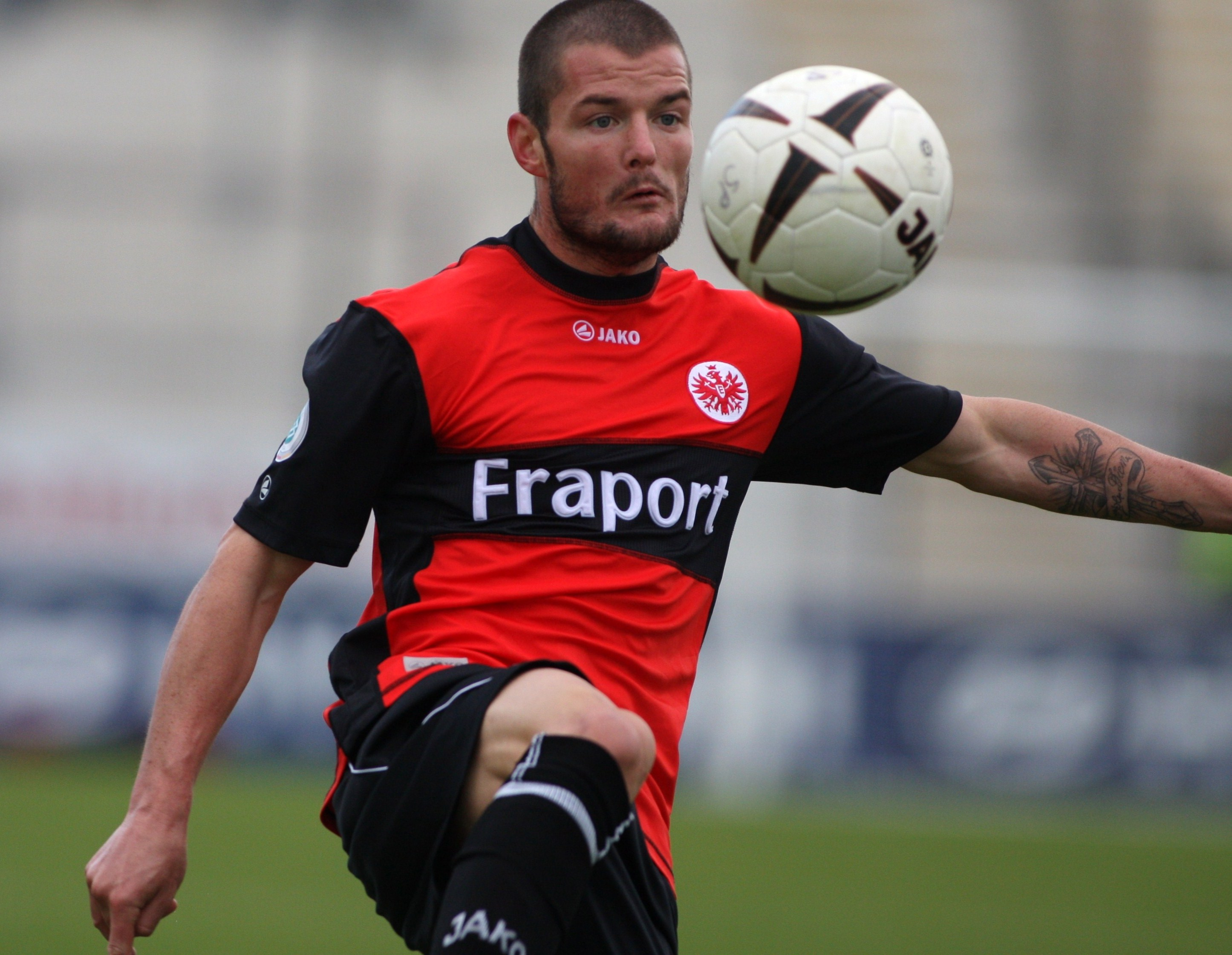

مارسيل هيلر (بالألمانية: Marcel Heller)‏ (مواليد 12 فبراير 1986 في فريتشين - ألمانيا الغربية) لاعب كرة قدم ألماني يلعب حاليا لصالح نادي الدرجة الأولى آينتراخت فرانكفورت الألماني منذ 2007 في مركز الجناح .

## روابط خارجية
- مارسيل هيلر على موقع قاعدة بيانات كرة القدم.إي يو (الإنجليزية)
- مارسيل هيلر على موقع بيانات كرة القدم. دي إي (الألمانية)
- مارسيل هيلر على موقع Soccerway.com (الإنجليزية)
- مارسيل هيلر على موقع عالم كرة القدم.نت (الإنجليزية)
- مارسيل هيلر على موقع كووورة
- مارسيل هيلر على موقع AS.com (الإسبانية)